# Alliopsis subsinuata
Alliopsis subsinuata är en tvåvingeart som beskrevs av Fan 1986. Alliopsis subsinuata ingår i släktet Alliopsis och familjen blomsterflugor.
Artens utbredningsområde är Sichuan (Kina). Inga underarter finns listade i Catalogue of Life.